# 思科认证网络工程师
思科认证网络工程师（英語：CCNA, Cisco Certified Network Associate）認證是由思科系統所頒發的，是現時大多數從事資訊科技或有志投身此行業的人士常考取的專業證書之一。

## 考試內容
考試範圍及內容著重於現今流行的網絡技術及思科系統的路由器、交換器等產品的設定、調校及故障排除。CISCO強調持有CCNA認證的考生應具有相應技術，為了確保思科證書的認受性，以及雇主會以思科認證作為評核員工才能的標準，CISCO將在它的很多考試中增加模擬操作題，這更能正確地衡量出考生的真實水準,也能增加雇主對思科證書的重視，CISCO相信這樣對CISCO持有思科證書的人以及雇主，長遠來說都是有利的。CCNA证书的有效期为3年，3年之后需要参加再认证（Recertification）的考试，如果你在这3年时间内考取了更高级别的Cisco认证，则CCNA认证的有效期自动更新。 CCNA的再认证考试有效期满之后必须参加640-822 ICND的考试，或者参加任何一科CCNP系列的考试，再或者参加Cisco专业认证（Cisco Qualified Specialist）中任何一科前缀为642-XXX的考试。如需重新认证，必须通过现有的CCNA考试，或者通过ICND考试，或者通过642系/300系专业等级或思科合格专家考试（不包括销售专家考试）中的任何一项，或通过现有的CCIE笔试。
現時CCNA系列考試皆由Pearson VUE提供。

## 歷史
自1998年思科系統第一次啟用CCNA認證

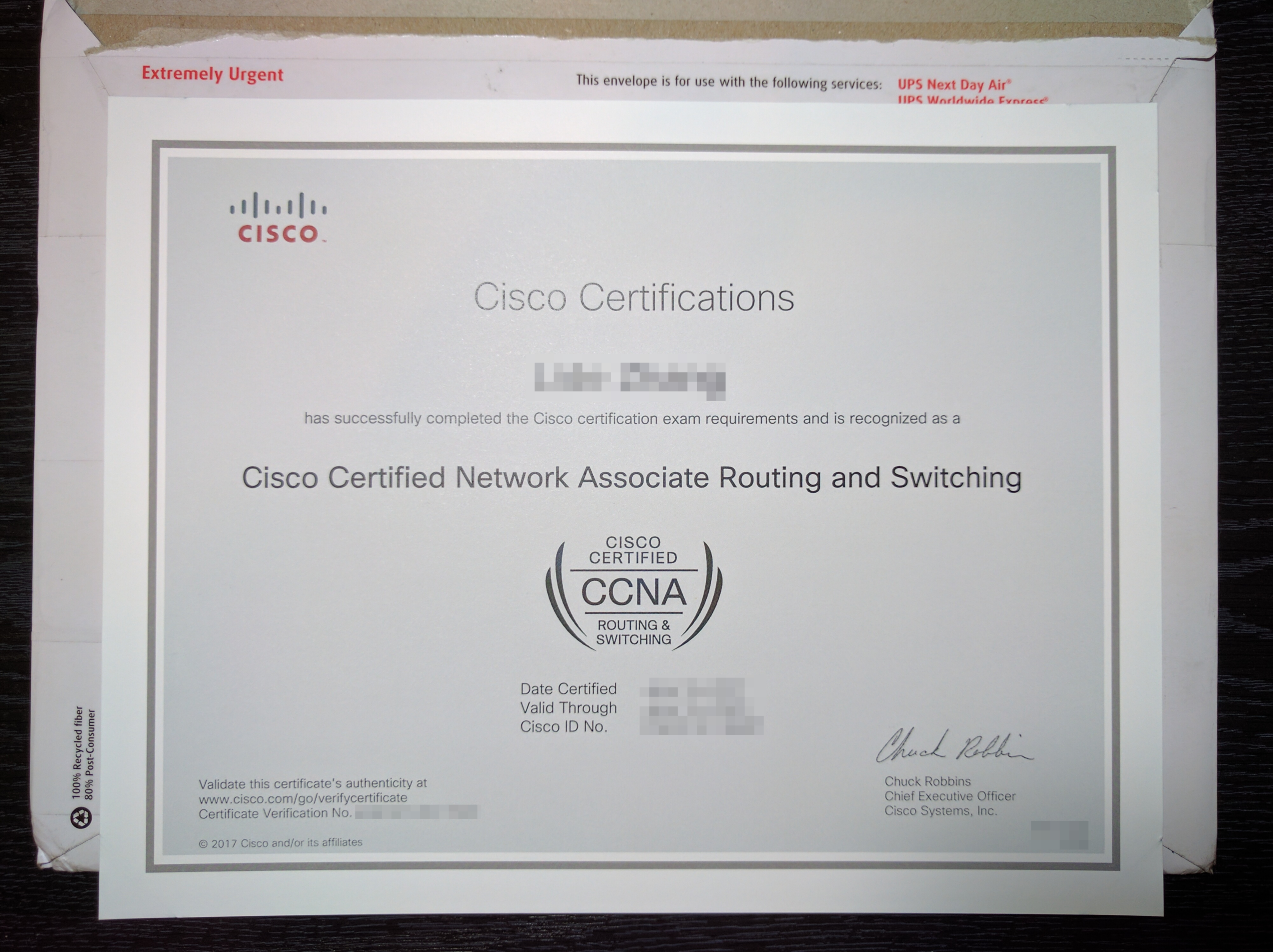
CCNA证书

自2007年8月1日開始，思科系統啟用新版CCNA認證
- CCNA 640-802

自2008年10月1日開始，思科增加了3個CCNA認證系列：
- CCNA Voice：認證範圍主要著重於網路語音技術。
- CCNA Wireless：認證範圍主要著重於無線網路。
- CCNA Security：認證範圍主要著重於網路安全。

自2012年 5月1日開始，思科系統啟用新版CCNA認證
- CCNA 640-802 V24.02(此考试将于2013年9月30日退休)、Packet Tracer 5.3.2

自2013年 6月1日開始，New CCNA 5.0 
- IPv6、IOS15、IPSec、VPN

自2013年9月30日开始，640-802考試停用，启用新的200-120。
自2016年8月21日开始，200-120考試停用，启用新的200-125。

## 認證系列
| 思科認證網絡工程師 | 思科認證網絡工程師                               | 思科認證網絡工程師              | 思科認證網絡工程師                     |
| ------------------ | ------------------------------------------------ | ------------------------------- | -------------------------------------- |
| 範疇               | 需參與的考試編號                                 | 主要著重於                      | 備註                                   |
| Route and Switch   | 200-120(最後考試日：2016年8月20日) 200-125(新制) | 安裝、設定及管理Cisco的網路產品 |                                        |
| Cloud              | 210-451 210-455                                  | 雲端技術                        |                                        |
| Collaboration      | 210-060 210-065                                  | 網路語音技術                    | 2016年由CCNA Voice及CCNA Video合併而成 |
| Data Center        | 640-911 640-916                                  | 數據中心技術                    |                                        |
| Design(CCDA)       | 200-310                                          | 規劃Cisco網路                   |                                        |
| Security           | 210-260                                          | 網路安全                        |                                        |
| Service Provider   | 640-875 640-878                                  | 服務供應商技術                  |                                        |
| Wireless           | 200-355                                          | 無線網路                        |                                        |